# غريغ مارتن
غريغ مارتن (بالإنجليزية: Greg Martin)‏ هو عازف قيثارة وكاتب أغاني أمريكي، ولد في 31 مارس 1954 في لويفيل في الولايات المتحدة.